# Нилов, Александр Борисович
Алекса́ндр Бори́сович Ни́лов — старший инженер кафедры физики плазмы Университета дружбы народов им. Патриса Лумумбы, агент Центрального разведывательного управления США.
Информация о Нилове крайне скудна и отрывочна. Завербован весной 1974 г. во время служебной командировки в г. Бумердес (Алжир). Агентурная кличка «Тигр». ЦРУ рассматривало его как «перспективного» агента, так как на момент вербовки доступа к секретной информации Нилов не имел. Уже в Москве связывался с резидентом при помощи тайников. Призван в армию осенью 1975 г., служил в РВСН Московского военного округа. Арестован в 1975 г. и в том же году осужден (по другим данным, осужден 15 августа 1978 г.). Ещё один источник указывает, что Нилова «разоблачили в 1977 году». Дальнейшая судьба Нилова неизвестна. Указывается, что суд, «принимая во внимание смягчающие обстоятельства, — шпион не успел собрать хоть малозначимую информацию секретного характера, — счёл необходимым применить к нему минимальную меру наказания». Согласно 64-й статье УК РСФСР «Измена Родине», этот «минимум» — 10 лет с конфискацией имущества.